# A Letter to Three Wives
A Letter to Three Wives è un film per la televisione del 1985 diretto da Larry Elikann.
È un film drammatico statunitense con Loni Anderson, Stephanie Zimbalist, Ben Gazzara e Michele Lee. È basato sul romanzo A Letter to Five Wives di John Klempner ed è un remake di Lettera a tre mogli (A Letter to Three Wives) del 1949.

## Produzione
Il film, diretto da Larry Elikann su una sceneggiatura di Vera Caspary, Joseph L. Mankiewicz e Sally Robinson con il soggetto di John Klempner (autore del romanzo), fu prodotto da Michael Filerman, Robert P. Marcucci e Karen Moore per la 20th Century Fox Television tramite la Michael Filerman Productions e girato a Vancouver in Canada. Nel cast è presente Ann Sothern, una delle tre protagoniste del film originale, ma scelta ora per un ruolo diverso.

## Distribuzione
Il film fu trasmesso negli Stati Uniti il 16 dicembre 1985  sulla rete televisiva NBC.
Alcune delle uscite internazionali sono state:
- in Francia (Chaînes conjugales)
- in Germania Ovest (Ein Brief mit Konsequenzen)
- in Finlandia (Viesti kolmelle vaimolle)